# 戀之風景
《戀之風景》，2003年黎妙雪所導演的電影，由鄭伊健、林嘉欣、刘烨主演，並邀請幾米為此劇畫了十幾幅畫。劇中女主角根據這十幅畫中的景色，努力尋找男友的過去，以及他心目中的美景，成就了這部不同於時下愛情故事的動人小品。《戀之風景》並入圍第六十屆威尼斯影展。

## 劇情介紹
新娘化妝師曼和喜愛廚藝的畫家阿森是一對戀人，阿森病逝之後，曼在整理畫室時，發現了阿森未完成的遺作。她決定往青島去找尋這個在阿森腦海中縈繞不去的地方，一邊找尋阿森的畫中的風景，一邊工作，直至有一天發生煤氣外洩認識了郵差阿烈，郵差阿烈主動幫曼找尋那個風景。到最後，一名來剪髮的老婦認出了畫中的風景，她突然明白, 一直在找尋這個不存在的風景, 是令她有氣力生存下去的動力。

## 演員角色

### 主要演員
| 演員   | 角色名稱 | 角色內容   |
| 鄭伊健 | 阿森     | 畫家       |
| 林嘉欣 | 曼       | 新娘化妝師 |
| 刘 烨  | 阿烈     | 郵差       |

## 電影歌曲
- 主題曲：〈戀之風景〉，主唱：林嘉欣

## 相關獎項
入圍第六十屆威尼斯影展。

## 绘本
2005年《戀之風景》在日本播出，德間書店深受感動，請幾米將這十幅畫作擴大成書。同年年底，《戀之風景》繪本推出日本版。2007年，中文版推出。

## 外部連結
- 開眼電影網上《戀之風景》的資料（繁體中文）
- 香港影庫上《戀之風景》的資料（繁體中文）
- 时光网上《戀之風景》的資料（简体中文）
- 豆瓣电影上《戀之風景》的資料 （简体中文）
- 爛番茄上《戀之風景》的資料（英文）
- AllMovie上《戀之風景》的资料（英文）
- 互联网电影数据库（IMDb）上《戀之風景》的资料（英文）